# Uti-hanare Iwa
Uti-hanare Iwa (japanisch 内はなれ岩 ‚Innerer entfernter Felsen‘) ist ein 2214,3 m hoher Felsvorsprung im ostantarktischen Königin-Maud-Land. Er ragt unmittelbar östlich des Moränenfelds Ôgi-ga-hara im südlichen Teil des Königin-Fabiola-Gebirges auf.
Japanische Wissenschaftler nahmen 1973 Vermessungen und 1979 die Benennung vor.